# Zfone
Zfone — программное обеспечение для безопасной передачи речевых данных по Интернету (VoIP). Программа позволяет вести приватные переговоры где угодно, с кем угодно и когда угодно. Проект Zfone был основан Филиппом Циммерманном, создателем Pretty Good Privacy (PGP), широко распространенного программного обеспечения для шифрования. Разработка проводилась при участии компаний Svitla Systems, Soft Industry и Ukrainian Hi-tech Initiative.

## Описание
Zfone использует протокол ZRTP, который отличается от других подходов к безопасности VoIP достижением необходимого уровня безопасности, не опираясь на PKI, сертификацию ключей, органы сертификации. Zfone работает на большинстве существующих SIP- и RTP- программ, таких как Gizmo5, но также подразумевает работу с любым программным обеспечением VoIP, совместимым с SIP, RTP, H323 и любым протоколом IP-телефонии, где передача данных осуществляется по RTP.
Zfone работает на любой системе Zfone Windows XP, Mac OS X или Linux PC, и перехватывает и фильтрует все VoIP пакеты и обеспечивает безопасность звонка в режиме реального времени. Программное обеспечение Zfone определяет начало звонка и инициирует проверку соответствия криптографического ключа между сторонами, а затем переходит к шифрованию голосовых пакетов. Программное обеспечение VoIP имеет свой собственный программный интерфейс, сообщающий пользователю о вхождении в сеанс защищенной связи. Zfone взаимодействует с любым стандартным IP-телефоном, но шифрует звонки только в случае, если пользователь звонит на другой ZRTP клиент. Zfone доступен в качестве универсального «расширения» для широкого спектра существующих VoIP клиентов, обеспечивая их функциями защищенной передачи данных по каналам VoIP.
Последняя версия программы, доступная к скачиванию, относится к 22 марта 2009 г, а 29 января 2011 г. появилась информация о проблеме с сервером скачивания.

## Спецификация
- Программный продукт Zfone доступен для платформ Mac OS X, Windows и Linux как в виде программы, готовой к использованию, так и в виде комплекта для разработки ПО (SDK)
- Процедуры криптографического преобразования применяют стандарт шифрования AES (FIPS Pub. 197, 26.11.2001) на длине ключа 128 и 256 бит, и систему формирования сеансового ключа на основе алгоритма Диффи-Хеллмана, на длинах ключа до 3072-бит (классический) и 256, 384 и 512 бит (на эллиптических кривых, на тех же показателях криптостойкости). Эллиптические кривые доступны только в платной версии программы.